# فیلیپ ژانویه
فیلیپ ژانویه (فرانسوی: Philippe Janvier‎; ۱۷ سپتامبر ۱۹۰۳ – ۱۷ فوریهٔ ۱۹۶۷) هنرپیشه اهل فرانسه بود.
از فیلم‌ها یا برنامه‌های تلویزیونی که وی در آن نقش داشته‌است می‌توان به سه ملوان اشاره کرد.